# Taranto Sport 2003-2004
Questa pagina raccoglie le informazioni riguardanti il Taranto Sport nelle competizioni ufficiali della stagione 2003-2004.

## Stagione
Nella stagione 2003-2004 il Taranto disputa il girone B del campionato di Serie C1, raccoglie 30 punti con il penultimo posto finale. Per mantenere la categoria disputa il Play-out incrociando la Fermana, ottiene due pareggi che lasciano in Serie C1 la Fermana, meglio piazzata in campionato, retrocedendo i rossoblù in Serie C2. Quattro i tecnici che si sono alternati sulla panca pugliese, senza riuscire a mantenerli in C1. Con il Crotone sono retrocesse in Serie C2 anche l'Aquila e il Paternò, ma non hanno potuto iscriversi al campionato successivo, non avendo soddisfatto i parametri richiesti dalla Covisoc, costrette così ad abbandonare il calcio professionistico. Nella Coppa Italia di Serie C il Taranto disputa il girone Q di qualificazione, vinto dal Crotone, vincendo due gare contro Crotone e Catanzaro.

## Rosa
| N. |                   | Ruolo | Calciatore          |
| -- | ----------------- | ----- | ------------------- |
|    | Italia (bandiera) | A     | Giovanni Abate      |
|    | Italia (bandiera) | C     | Pasquale Apa        |
|    | Italia (bandiera) | A     | Giacomo Banchelli   |
|    | Italia (bandiera) | A     | Andrea Beltrame     |
|    | Italia (bandiera) | D     | Rosario Bennardo    |
|    | Italia (bandiera) | C     | Federico Bettoni    |
|    | Italia (bandiera) | D     | Errico Braca        |
|    | Italia (bandiera) | C     | Stefano Casale      |
|    | Italia (bandiera) | C     | Edoardo Catinali    |
|    | Italia (bandiera) | D     | Paolo Cozzi         |
|    | Italia (bandiera) | C     | Daniele Croce       |
|    | Italia (bandiera) | C     | Vincenzo De Liguori |
|    | Italia (bandiera) | D     | Giorgio Del Signore |
|    | Italia (bandiera) | P     | Nicola Di Bitonto   |
|    | Italia (bandiera) | D     | Fabio Di Fausto     |
|    | Italia (bandiera) | D     | Giuseppe Di Meo     |

| N. |                      | Ruolo | Calciatore             |
| -- | -------------------- | ----- | ---------------------- |
|    | Italia (bandiera)    | D     | Gianluca Esposito      |
|    | Italia (bandiera)    | D     | Giacomo Filippi        |
|    | Italia (bandiera)    | D     | Luigi Malafronte       |
|    | Italia (bandiera)    | C     | Domenico Marino        |
|    | Italia (bandiera)    | C     | Francesco Mignona      |
|    | Italia (bandiera)    | D     | Luigi Panarelli        |
|    | Italia (bandiera)    | D     | Alberto Paoli          |
|    | Italia (bandiera)    | A     | Francesco Passiatore   |
|    | Italia (bandiera)    | C     | Gianluca Petrachi      |
|    | Italia (bandiera)    | A     | Michele Scarci         |
|    | Italia (bandiera)    | P     | Nicola Signorile       |
|    | Argentina (bandiera) | A     | Rodrigo Stalteri       |
|    | Italia (bandiera)    | D     | Mariano Stendardo (II) |
|    | Italia (bandiera)    | A     | Gianluca Triuzzi       |
|    | Italia (bandiera)    | A     | Massimiliano Vadacca   |
|    | Argentina (bandiera) | A     | Jonathan Vidallé       |

## Risultati

### Campionato

#### Girone di andata
| Arbitro: | Crugliano (Crotone) |

|            |           |                          |
| Filippi 6’ | Marcatori | 29’ Sanetti 81’ Bonfanti |

| Arbitro: | C. Rubino (Salerno) |

|                  |           |             |
| Quagliarella 46’ | Marcatori | 44’ Triuzzi |

| Arbitro: | Torella (Roma) |

|  |           |               |
|  | Marcatori | 85’ Cardinale |

| Arbitro: | Herberg (Messina) |

|                    |           |                       |
| Corallo 11’ (rig.) | Marcatori | 14’ (rig.) Passiatore |

| Arbitro: | Tonolini (Milano) |

|  |           |                  |
|  | Marcatori | 71’ Campolattano |

| Arbitro: | Lops (Torino) |

|                             |           |               |
| Criniti 44’ Scandurra 45+1’ | Marcatori | 18’ Banchelli |

| Arbitro: | Pantana (Macerata) |

|                        |           |                           |
| G. Esposito 7’ Apa 31’ | Marcatori | 83’ Vanacore 85’ Di Nardo |

| Arbitro: | Zanzi (Lugo di Romagna) |

|                                 |           |              |
| Apa 38’, 71’ Triuzzi 76’ (rig.) | Marcatori | 79’ Cariello |

| Sora 26 ottobre 2003 9ª giornata | Sora        | 0 – 0 | Taranto | Stadio Claudio Tomei\| Arbitro: \| Bo (Genova) \| |
| Arbitro:                         | Bo (Genova) |       |         |                                                   |

| Arbitro: | Orsato (Schio) |

|                 |           |  |
| Del Signore 49’ | Marcatori |  |

| Arbitro: | Pierpaoli (Firenze) |

|                           |           |               |
| Da Silva 45+1’ Brutto 79’ | Marcatori | 73’ Di Fausto |

| Arbitro: | Gandolfi (Cremona) |

|               |           |                        |
| Banchelli 18’ | Marcatori | 41’ Di Deo 90+2’ Perra |

| Catanzaro 23 novembre 2003 13ª giornata | Catanzaro         | 0 – 0 | Taranto | Stadio Nicola Ceravolo\| Arbitro: \| Stefanini (Prato) \| |
| Arbitro:                                | Stefanini (Prato) |       |         |                                                           |

| Arbitro: | Zanzi (Lugo di Romagna) |

|            |           |                           |
| Ascenzi 2’ | Marcatori | 48’ Banchelli 85’ Triuzzi |

| Arbitro: | Bo (Genova) |

|                    |           |  |
| Triuzzi 13’ (rig.) | Marcatori |  |

| Arbitro: | Vicinanza (Alberga) |

|         |           |  |
| Cau 27’ | Marcatori |  |

| Arbitro: | Zanardo (Conegliano) |

|                                       |           |                |
| Triuzzi 36’ (rig.) Banchelli 70’, 74’ | Marcatori | 4’, 36’ Borneo |

#### Girone di ritorno
| Arbitro: | Iannone (Napoli) |

|                       |           |                 |
| Quadrini 53’ Tauà 72’ | Marcatori | 90+2’ Banchelli |

| Taranto 18 gennaio 2004 19ª giornata | Taranto            | 0 – 0 | Chieti | Stadio Erasmo Iacovone\| Arbitro: \| Marzaloni (Rimini) \| |
| Arbitro:                             | Marzaloni (Rimini) |       |        |                                                            |

| Arbitro: | Marelli (Como) |

|                                             |           |  |
| Morteliti 83’ Ventura 90+2’ Cardinale 90+5’ | Marcatori |  |

| Arbitro: | Liberti (Genova) |

|                    |           |                             |
| Triuzzi 64’ (rig.) | Marcatori | 80’ (rig.) Porchia 88’ Paro |

| Arbitro: | Velotto (Grosseto) |

|                      |           |  |
| Mitri 5’ Gonzalez 8’ | Marcatori |  |

| Taranto 22 febbraio 2004 23ª giornata | Taranto           | 0 – 0 | Sambenedettese | Stadio Erasmo Iacovone\| Arbitro: \| Stefanini (Prato) \| |
| Arbitro:                              | Stefanini (Prato) |       |                |                                                           |

| Arbitro: | Sacco (Civitavecchia) |

|                        |           |  |
| Voria 86’ Riccio 90+2’ | Marcatori |  |

| Arbitro: | Barbirati (Ferrara) |

|                                 |           |  |
| C. Del Grosso 51’ Cozzolino 75’ | Marcatori |  |

| Arbitro: | Pierpaoli (Firenze) |

|  |           |                               |
|  | Marcatori | 12’ Taccola 75’ (rig.) Billio |

| Arbitro: | Banti (Livorno) |

|              |           |  |
| Evacuo 90+6’ | Marcatori |  |

| Arbitro: | Giglioni (Siena) |

|                      |           |                                        |
| Panarelli 24’ (rig.) | Marcatori | 4’ Del Core 45’ Faieta 75’ A. Da Silva |

| Arbitro: | Orsato (Schio) |

|               |           |             |
| A. Bucchi 51’ | Marcatori | 29’ Triuzzi |

| Arbitro: | Stefanini (Prato) |

|  |           |               |
|  | Marcatori | 90+5’ Pastore |

| Arbitro: | Forconi (Aprilia) |

|               |           |                    |
| Di Fausto 84’ | Marcatori | 80’ (aut.) Filippi |

| Arbitro: | Dattrino (Torino) |

|                |           |                               |
| Fioravanti 39’ | Marcatori | 12’ Del Signore 45+2’ Vidallé |

| Arbitro: | Zanzi (Lugo di Romagna) |

|                                      |           |  |
| Abate 77’ Malafronte 79’ Filippi 81’ | Marcatori |  |

| Arbitro: | Tonolini (Milano) |

|                                           |           |                        |
| Crocetti 12’, 35’ Cazzola 49’ Giraldi 74’ | Marcatori | 28’ Vidallé 82’ Scarci |

#### Playout
| Arbitro: | Ciampi (Roma) |

|          |           |                |
| Croce 9’ | Marcatori | 63’ Ceccobelli |

| Fermo 6 giugno 2004 Playout (Ritorno) | Fermana            | 0 – 0 | Taranto | Stadio Bruno Recchioni\| Arbitro: \| Brunialti (Trento) \| |
| Arbitro:                              | Brunialti (Trento) |       |         |                                                            |

### Coppa Italia

#### Fase a gironi
| Arbitro: | Damato (Barletta) |

|                                      |           |                                       |
| Braca 13’ Passiatore 19’, 56’ (rig.) | Marcatori | 10’ Bertolini 45’ Corallo 88’ Porchia |

| Arbitro: | Lioce (Molfetta) |

|              |           |                       |
| Ferrigno 25’ | Marcatori | 62’ (rig.) Passiatore |

| Arbitro: | Stallone (Foggia) |

|                    |           |  |
| Triuzzi 54’ (rig.) | Marcatori |  |

| Arbitro: | Russo (Nola) |

|             |           |          |
| De Vito 37’ | Marcatori | 9’ Braca |

### Classifica finale Girone Q
| Squadra      | P.ti | G | V | N | P | GF | GS | DR |
| ------------ | ---- | - | - | - | - | -- | -- | -- |
| 1. Crotone   | 10   | 4 | 3 | 1 | 0 | 12 | 5  | +7 |
| 2. Taranto   | 6    | 4 | 1 | 3 | 0 | 6  | 5  | +1 |
| 3. Catanzaro | 5    | 4 | 1 | 2 | 1 | 7  | 3  | +4 |
| 4. Cavese    | 5    | 4 | 1 | 2 | 1 | 3  | 6  | -3 |
| 5. Melfi     | 0    | 4 | 0 | 0 | 4 | 2  | 11 | -9 |